# Amata discata
Amata discata là một loài bướm đêm thuộc phân họ Arctiinae, họ Erebidae.